# Сен Дизје
Сен Дизје (фр. Saint-Dizier) град је у Француској, у департману Горња Марна.
По подацима из 1999. године број становника у месту је био 30.900.

## Демографија
| 1962.  | 1968.  | 1975.  | 1982.  | 1990.  | 1999.  | 2011.  |
| ------ | ------ | ------ | ------ | ------ | ------ | ------ |
| 34.407 | 36.616 | 37.266 | 35.189 | 33.552 | 30.900 | 24.825 |

## Партнерски градови
- Пархим